# Чарли Чан в опере
«Чарли Чан в опере» (англ. Charlie Chan at the Opera) — детективный фильм с элементами комедии, поставленный режиссёром Х. Брюсом Хамберстоуном, который вышел на экраны в 1936 году.
Фильм рассказывает о некогда знаменитом оперном певце Гравелле (Борис Карлофф), который в результате потери памяти семь лет провёл в психиатрической клинике, даже не зная, кто он такой. Когда однажды он видит в газете сообщение о премьере новой оперы с участием примы Лилли Рошель (Маргарет Ирвинг), память вдруг к нему возвращается, и он сбегает из клиники. Проникнув в театр, Гравелл намеревается отомстить Лилли, которая была его женой, и её любовнику, солисту театра Энрико Барелли (Грегори Гайе), которые пытались убить его семь лет назад. Во время спектакля Гравелл бьёт Энрико и выходит на сцену, чтобы спеть вместе с Лилли. Доиграв сцену, Лилли за кулисами теряет сознание, после чего Энрико, а затем и её обнаруживают в собственных гримёрках зарезанными. Полиция подозревает, что убийцей является сбежавший из клиники Гравелл, однако Чарли Чану (Уорнер Оулэнд) удаётся доказать, что преступления совершила из ревности жена Энрико, которая являлась второй солисткой театра и всё знала об отношениях мужа с Лилли.
Это тринадцатый фильм с Оулэндом в роли Чарли Чана, и, как отметили многие современные критики, вероятно, является лучшим его фильмом о Чане. В целом критики высоко оценили картину, отметив качественную постановку, атмосферу, юмор, отличную игру Бориса Карлоффа и других актёров, а также оперную музыку, которую специально для фильма написал композитор Оскар Левант.

## Сюжет
Знаменитый в прошлом оперный певец Гравелл (Борис Карлофф) семь лет назад оказался на лечении в психиатрической клинике после того, как его обнаружили на улице полностью потерявшем память, и он не мог даже сказать, кто он такой. Однажды, когда в своей палате Гравелл напевает оперные арии, аккомпанируя себе на фортепиано, санитар клиники приносит ему лос-анджелесскую газету. Увидев в газете фотографию оперной примы Лилли Рошель (Маргарет Ирвинг) и информацию о предстоящей премьере в театре «Сан-Марко» оперы «Карнавал» с её участием, Гравелл вдруг заявляет, что всё вспомнил. Он хватает газету, бросает её на пол, разъярённо наступает каблуком на фотографию Лилли, а затем рвёт газету на части. После этого Гравелл отбрасывает санитара и убегает из клиники.
Полиция во главе с инспектором Риганом (Гай Ашер) начинает розыски сбежавшего, включая тотальные обыски и облавы по всему городу. Когда эти меры не дают результата, Риган просит заняться этим делом своего друга, детектива Чарли Чана (Уорнер Оулэнд), давая ему в помощь заносчивого и недалёкого, но остроумного сержанта полиции Келли (Уильям Демарест). Единственной зацепкой, которая есть у полиции, является газета с фотографией Лилли, и по отпечатку каблука на фотографии Чан приходит к заключению, что в этом деле может быть что-то личное, и что сбежавший может быть как-то связан с Лилли. В этот момент в кабинет Ригана неожиданно заходит сама Лилли в сопровождении своего любовника, ведущего баритона театра Энрико Барелли (Грегори Гайе), сообщая, что получила сегодня букет цветов с запиской, в которой говорилось: «Ты умрешь сегодня вечером». Она просит защиты полиции, и Риган направляет в театр «Сан-Марко» Чана и Келли, чтобы они во всём разобрались на месте. Между тем за Лилли от полицейского участка следует частный детектив, нанятый её мужем, мистером Уайтли (Фрэнк Конрой), который догадывается о её романе с Барелли.
Первым делом Чан направляется в цветочный магазин, который доставил букет Лилли, где выясняет, цветы заказал Энрико для своей жены Аниты по случаю годовщины их свадьбы. В цветочном магазине Чан случайно встречает своего «сына номер один» Ли Чана (Кей Люк), которому не терпится помочь отцу в расследовании дела. По просьбе отца Ли Чан направляется в театр, где выдавая себя за статиста, собирает отпечатки пальцев и осматривает помещения. Тем временем Гравелл уже проник в театр и прячется среди костюмов и декораций. Однако в какой-то момент работница гардероба замечает его тень и кричит, после чего Келли начинает за ним охоту, однако вскоре выясняется, что он гоняется за сыном Чана.
Около входа в театр пара молодых людей, Фил Чайлдерс (Томас Бек) и Китти (Шарлотта Генри), пытаются пройти внутрь, чтобы поговорить с Лилли, однако Келли не пропускает их. В этот момент к театру подъезжают Риган и Чан, которые слышат, как мистер Уайтли и Энрико ссорятся из-за Лилли. Тем временем в гримерной второй солистки театра и жены Энрико, Аниты Барелли (Недда Харриган), неожиданно появляется Гравелл, что приводит певицу в шок, так как она, как и все в театре, считала, что Гравелл погиб при пожаре в театре семь лет назад. Гравелл просит её никому ничего не говорить до тех пор, пока он не споёт сегодня вечером главную партию на сегодняшней премьере. Вскоре у Аниты появляется Чан, выясняя, что букет был в её гримёрной, однако кто-то переслал его Лилли, вложив вместо поздравления от Энрико карточку с угрозой.
Тем временем Гравелл находит Энрико, который семь лет назад вместе с Лилли запер его в гримёрке горящего театра в Чикаго. Гравелл расправляется с Энрико, после чего, надев его костюм и маску, выходит на сцену и поёт вместе с Лилли. Хотя лица Гравелла не видно, знающие люди в театре понимают, что это не голос Барелли, а певца более высокого уровня. Лилли также сразу догадывается, что на сцене каким-то образом оказался её бывший муж, которого она считала погибшим. Тем не менее, она доигрывает сцену до конца, и лишь выйдя за кулисы, теряет сознание. Уайтли подхватывает её и уносит в её гримёрную. В это время остальные бросаются на поиски Энрико, обнаруживая его зарезанным в своей гримёрке. Уайтли же на мгновение выходит от жены, и в этот момент в поисках Лилли там появляется Фил, который видит, что Лилли также зарезана. Вернувшийся Уайтли задерживает Фила и посылает за Чаном. Чан расспрашивает Фила и появившуюся вскоре Китти о цели их визита в театр, и этот разговор подслушивает спрятавшийся наверху Гравелл. Китти рассказывает, что является дочерью Лилли от её предыдущего брака с Гравеллом. Однако, чтобы сохранить своё прошлое в секрете и не навредить своей карьере, Лилли отказалась признать Китти. Молодые влюбленные приехали в театр, чтобы получить у Лилли разрешение на брак, поскольку Китти несовершеннолетняя. Гравелл, который последний раз видел Китти маленьким ребёнком и не узнал её, ошеломлен этой новостью. Когда Фила вызывают на допрос к Ригану, Гравелл спускается вниз и наедине пытается поговорить с Китти. Он садится за фортепиано, и, наигрывая музыку из её детства, пытается пробудить в ней воспоминания о прошлом, однако Китти не узнаёт Гравелла и от испуга падает в обморок. Когда появляется Чан, Гравелл рассказывает ему о том, как семь лет назад Лилли и Энрико пытались убить его, заперев в горящей театральной гримёрке.
Чтобы раскрыть это дело, Чан решает доиграть спектакль до конца. Он уговаривает Гравелла снова выйти на сцену и спеть, затем договаривается с полицией, которая всё ещё охотится за Гравеллом, дать ему возможность закончить спектакль, после чего идёт к Аните и просит её спеть партию Лилли. В финальной сцене спектакля, когда персонаж Гравелла наносит удар ножом персонажу Аниты, она настолько пугается, что громко кричит, и один из полицейских, не выдержав, стреляет в Гравелла. Актёра в тяжёлом состоянии уносят на носилках, а Чан показывает окружающим, что нож, который был в руках Гравелла, был бутафорским и им невозможно убить человека. После того, как у Гравелла и Уайтли оказывается стопроцентное алиби на момент двух последних убийств, Чан собирает всех заинтересованных в деле лиц, заявляя, что Анита была единственной, кто имел доступ и к Энрико, и к Лилли в тот момент, когда они были одни и без сознания. Она также была единственной, кто знал, что Гравелл находится в театре, и поэтому могла подставить его. Анита признается, что ревность заставила её убить своего мужа и его любовницу. После того, как её уводит полиция, Чан убеждает Китти пойти к раненому Гравеллу, говоря, что её присутствие может спасти ему жизнь.

## В ролях
- Уорнер Оулэнд — Чарли Чан
- Борис Карлофф — Гравелл
- Кей Люк — Ли Чан (сын Чана номер 1)
- Гай Ашер — инспектор Риган
- Уильям Демарсет — сержант Келли
- Томас Бек — Фил Чайлдерс
- Шарлотта Генри — мадмуазель Китти
- Маргарет Ирвинг — Лилли Рошель
- Грегори Гайе — Энрико Барелли
- Недда Харриган — Анита Барелли
- Фрэнк Конрой — мистер Уайтли

## Создатели фильма и исполнители главных ролей
Режиссёр Х. Брюс Хамберстоун поставил в общей сложности 43 картины, в том числе ещё три фильма о Чарли Чане в 1936—1938 годах, фильм нуар «Ночной кошмар» (1941), мюзиклы «Серенада солнечной долины» (1941), «Привет, Фриско, привет» (1943) и «Девушка с обложки» (1944), а также фэнтези-комедию «Чудо-человек» (1945).
Актёр шведского происхождения Уорнер Оулэнд за свою карьеру, охватившую период с 1912 по 1937 год, сыграл в 96 фильмах, среди которых приключенческая мелодрама «Дон Жуан» (1926) и романтическая комедия «Скажите это морякам» (1926), мюзикл «Певец джаза» (1927), криминальные мелодрамы военного времени Йозефа фон Штернберга с Марлен Дитрих «Обесчещенная, или Агент X-27» (1931) «Шанхайский экспресс» (1932), а также детектив «Ответный ход Бульдога Драммонда» (1934). С 1931 и по 1937 год Оулэнд сыграл роль Чарли Чана в общей сложности в 16 фильмах, и этот фильм стал для него 13-м.
Актёр британского происхождения Борис Карлофф, кинокарьера которого охватила период с 1919 по 1971 год, сыграл в общей сложности в 161 фильме. Более всего он известен по ролям монстра в фильмах ужасов «Франкенштейн» (1931), «Невеста Франкенштейна» (1935) и «Сын Франкенштейна» (1939). Среди других его наиболее известных картин — фильмы ужасов «Мумия» (1932) и «Чёрный кот» (1934), криминальный хоррор «Похитители тел» (1945), фильм нуар «Соблазненный» (1947) и криминальный триллер «Мишени» (1968).

## История создания фильма
Фильм находился в производстве с середины сентября до середины октября 1936 года. Премьера в Нью-Йорке состоялась 4 декабря 1936 года. Фильм вышел в прокат 8 января 1937 года
Во вступительных титрах фильма указано: «Двадцатый век-Фокс представляет Уорнера Оулэнда против Бориса Карлоффа в „Чарли Чан в опере“».
В фильме использованы декорации, оставшиеся от фильма «Кафе „Метрополь“» (1937) с Тайроном Пауэром и Лореттой Янг.
Согласно сообщению «Голливуд Репортер», этот фильм ознаменовал собой первый случай использования в США камеры DeBrie, которая была легче и бесшумнее других моделей.
Специально для этого фильма композитор Оскар Левант написал целую небольшую оперу, однако в фильм вошли только её фрагменты. Как вспоминал Левант, в частности, ему было поручено написать оперную сцену, в которой можно было бы использовать костюм Мефистофеля, который был сшит для Лоуренса Тиббетта в фильме «Метрополитан» (1935) (в этом костюме в картине появляются актёры Борис Карлофф и Грегори Гайе). По информации Леванта, слова для оперы были первоначально написаны на английском языке Уильямом Кернеллом, а затем переведены на итальянский язык «студийными лингвистами».
Карлофф сам не пел фильме, его голос дублировал певец Тюдор Уильямс (англ.  Tudor Williams).
Фильм содержит некоторые внутренние шутки для посвящённых. Так, когда в начале фильма инспектор Риган представляет Чарли Чана, он поздравляет его с раскрытием дела на ипподроме. Это относилось к предыдущему фильму Уорнера Оулэнда «Чарли Чан на ипподроме» (1936). В другом эпизоде менеджер сцены (Морис Кэсс) заявляет, что опера всё равно состоится, «даже если сюда войдёт Франкенштейн!» Для зрителей того времени было хорошо понятно, что эта шутка относилась к Борису Карлоффу, персонаж которого в тот момент находился в театре.
В новостях «Голливуд Репортер» говорилось, что реакция общественности на предварительный просмотр фильма была настолько положительной, что студия Twentieth Century-Fox приняла решение увеличить производственные и рекламные бюджеты сериала о Чарли Чане, и что в будущих фильмах «Уорнер Оулэнд снимется в одной из главных ролей с актёром топ-уровня». По некоторым сведениям, первым актёром, к которому студия обратилась, чтобы сыграть с Оулэндом, был Питер Лорре.

## Оценка фильма критикой
Как отметил современный историк кино Хэл Эриксон, «некоторые поклонники Чарли Чана считают этот фильм лучшим» из киносерии о Чарли Чане с участием Уорнера Оулэнда. По мнению Эриксона, его «отличают отличные постановочные качества» и введение в фильм фрагментов «оригинальной оперы, написанной Оскаром Левантом».
Деннис Шварц также полагает, что это «вероятно, лучший фильм с Чарли Чаном в исполнении актёра шведского происхождения Уорнера Оулэнда в полнометражной роли». Как далее пишет Шварц, «фильм отличается тем, что Оскар Левант создал для него оперу под названием „Карнавал“, а Уильям Кернелл написал либретто». Критик отмечает, что «у фильма убедительная атмосфера, а несравненный Борис с большим удовольствием исполнил своё леденящее душу безумство». Фильм также запоминается «мудрыми изречениями Чарли, которые похожи на конфуцианские», и «едкими репликами полицейских и подозреваемых», которые как будто соревнуются в том, «кто придумает самую убийственную остроту». И наконец, у фильма «прекрасный актёрский состав во главе с Борисом Карлоффом в роли оперного баритона», а «Оулэнд играет роль Чарли с утонченной грацией и апломбом, придавая фильму жизненную силу». Однако, по мнению Шварца, «чтобы насладиться фильмом, нужно не обращать внимания на многочисленные пробелы в истории, такие, как внезапное выздоровление Бориса от амнезии». Также непонятно, «зачем надо было пытаться убить его, устроив пожар, и почему полиция устроила всеохватывающий розыск сбежавшего психически больного пациента, который никогда не проявлял признаков насилия».
Как отмечено в рецензии на фильм в журнале TV Guide, «среди нескольких актёров, сыгравших Чана, Уорнер Оулэнд, сыгравший главную роль в этом фильме, в целом считался лучшим». Сама эта картина «одна из лучших в сериале», и «дополнительную привлекательность ей обеспечивает присутствие» Бориса Карлоффа. Кроме того, в «фильм включена опера „Карнавал“, специально написанная Оскаром Левантом для картины». Подытоживая своё мнение, рецензент отмечает, что «этот фильм так хорошо сделан — и так хорошо смотрится, — что представляет интерес далеко за рамками обычного круга любителей Чана».